# まるみつ百貨店
まるみつ百貨店（まるみつひゃっかてん、英称：Marumitsu Co.,Ltd.）は、株式会社まるみつが、かつて長野県諏訪市諏訪にて運営していた日本の百貨店である。旧店名は「諏訪丸光」。上諏訪駅東口を出ると、目の前がまるみつ百貨店だった。

## 歴史・概要

### 特徴
JR上諏訪駅の向かいに位置しており、2000年（平成12年）に茅野岡島、2002年（平成14年）におかや東急百貨店が閉店して以降は諏訪地域で唯一の百貨店だった。
日本で唯一、店内に天然温泉の入浴施設を持つ百貨店で、諏訪湖マラソン開催の時などに大勢の県外客にも利用されるなど諏訪の名物として知られていた。
屋上には諏訪丸光創業時から商売繁盛を祈願して成田不動尊が設置されていたため、諏訪の御柱の際には店内の売場などを木やりを響かせながら長さ約2.7mの御柱が曳行されて成田不動尊の一之御柱として建立される御柱祭が行われていた。

### 諏訪丸光
1964年（昭和39年）に長野丸光（後の長野そごう、2000年に倒産）の創業者だった長沢太一が株式会社諏訪丸光を設立し、1965年（昭和40年）7月に上諏訪駅前に諏訪丸光として開店した。開業初日には開店の10時までに約2000人が集まって諏訪警察署員が整理に当たるほど注目を集め、開業時に掲げた売上高30億円は当時の上諏訪地区の商店街の年商に匹敵していたため、商店街が「諏訪シール」というサービスシールを始めて対抗したほどであった。
「銀座のモードへ0（ゼロ）時間」をキャッチフレーズにコーヒーカップや観覧車などの遊具のある屋上遊園地やエレベーターガールのいる都会的な百貨店としてファッションや流行の中心となって地元諏訪地方各地や伊那方面から国鉄やバスで家族連れら買い物客を集め、大食堂も満席となるほどであった。
一時は「買い物することがステータス」とされ、店の包装紙に「大切な人に贈る特別な物」というイメージが持たれるなど地元を代表する百貨店となっていた。
こうした人気を背景に伊那市（伊那丸光）および茅野市（茅野丸光）や隣接するスワプラザ内にもテナントとして出店するなどして多店化（ただし、伊那、茅野は営業主体のギフトショップ）し、1991年（平成3年）度には売上高約89億円を上げた。
(これら本店以外に設けられた店舗は後にいずれも閉店された)
その後はバブル崩壊後の景気低迷や郊外に進出した大型店との競争などに加えて従業員からのブランド店招致などの改善提案を却下するなど消極的だった創業家長沢家出身の長沢勝社長の姿勢もあって売上が徐々に低迷し、2004年（平成16年）度には売上高が約26.3億円に落ち込んだ。
こうした苦境を受け、創業家長沢家は廃業を検討したが従業員の大半が反対したため長沢勝社長が退任して前取締役外商部長安達陽一が社長に就任し、2004年（平成16年）6月29日に約19億円の負債を抱えて大阪地方裁判所に会社更生法の適用を申請し、同年7月、三越出身の商業コンサルタントである太田啓が事業管財人となって更生手続きが開始された。

### まるみつ百貨店としての再生
資本金1.54億円を100%減資して当時諏訪商工会議所会頭だった山崎壮一が個人として新資本金1.95億円を引き受け、2005年（平成17年）1月に事業管財人だった太田啓が諏訪丸光社長に就任し、出資を引き受けた山崎壮一が会長に就任する新体制が発足し、同年2月28日には更生手続き終結して翌日（2005年（平成17年）3月1日）から店名を「まるみつ百貨店」に変更して新体制で再スタートを切った。
大規模な人員削減
や「コンパクトな百貨店」を目指し売り場面積を縮小する一方で、2005年（平成17年）4月7日には第1弾として5階フロアの改装を行い、その一環として温浴施設を「なごみの湯」として3年ぶりに復活させると共に同フロアにファミリーレストラン「NAGOMI」も開業させ、同年10月5日までに家電量販店の誘致や食品売り場の充実を図る地域密着型の生鮮食品や日用雑貨に力を入れた全館改装を約8.5億円を投じて行うなど売上の回復に取り組んだ。
この店名変更に合せて従来は○に光という赤色のロゴであったが、平仮名の、まるみつ（青い文字）のロゴに変更された。
その結果、第1段の改装が行われた直後の同年4月に13年2か月ぶりの2けた増である前年比17.6%増の売上を達成するなどまるみつ百貨店としての初年度である2006年（平成18年）2月期には売上高が前年比約20%増の約32.6億円に回復させることに成功した。
その後も2008年（平成20年）2月期まで売上の回復が続き、同期にはかつて毎年1億円を超えていた赤字を約0.3億円まで圧縮したものの黒字化までには至らず、その赤字体質から経済誌の地方百貨店経営危機調査などで上位となるなど厳しい経営状況が続いた。

### 閉店へ
リーマンショックの影響で2009年（平成21年）2月期に売上高が約28億円、2010年（平成22年）2月期には売上高が会社更生法申請時を下回る約25.74億円と大きく落ち込むと共に経常赤字も約0.57億円で集客数も約107.2万人と2007年（平成19年）の約123万人から減少するなど多くの数値が悪化し、2010年（平成22年）も集客数が約91万人と一段と落ち込んだ。
こうした自店の厳しい状況に加えて全国的な百貨店不況やモータリゼーションの進展に伴う郊外型店との競争による中心市街地の空洞化の影響もあって駅が人の流れの中心とはならなくなった地方都市という状況を背景に「地方の駅前における百貨店という業態の将来性が見えない」(太田啓社長)状態に陥っており、2010年（平成22年）2月期末で負債総額も約13.85億円まで膨らんでいたこと。さらに耐震改修促進法によって建物の耐震化に多額の出費が見込まれることから、2010年（平成22年）12月22日に太田啓社長と山崎壮一会長が諏訪商工会館で会見し、「これ以上の営業継続は損失をさらに拡大させ、社会に迷惑をかける」として再建を断念して2011年（平成23年）2月20日に閉店して会社清算をし、「周りに迷惑が及ぶ前に幕を引く」ことを発表した。
2011年（平成23年）1月8日から「全館完全売り尽くしセール」が行われ、売りつくされて商品数が減ったことに伴い最終日には4階が閉鎖されるなど売場面積が約3分の2ほどで営業し、2月20日に閉店した。

### 閉店の影響と対策
閉店に伴う影響への対応を協議するため諏訪商工会議所や諏訪市、商業関係団体などでつくる7者協議会が設立された。
2005年（平成17年）にまるみつ百貨店となった際に行われた改装で食品売場が強化された影響で周辺の中心市街地から食料品店が消滅して生鮮食品を手広く扱う店がないため、2011年（平成23年）2月9日までに民生児童委員を通じて行われた諏訪市商工課の調査では1,462人の買い物難民の発生が見込まれたため、その対策としてまず2010年（平成22年）12月27日に当時の諏訪商工会議所会頭と諏訪市長がまるみつ百貨店に生鮮食料品の販売継続を要望したが断られ、翌日には今度は同店地下で営業していたテナントに生鮮食料品の販売を依頼したものの2011年（平成23年）1月5日に断られ、まるみつ関係者による生鮮食料品販売継続は実現しなかった。
そこで2011年（平成23年）1月17日に諏訪商工会議所会頭と諏訪市長が今度は食料品販売などを既に手掛けている信州諏訪農業協同組合の組合長に中心市街地での生鮮食料品販売店の開設の要望書を手渡して依頼したが、「意思決定は組織としての検討が必要」として閉店までの開店の実現は不可能だった。
そのため諏訪市は9人乗りジャンボタクシーを借り上げて生鮮食料品を扱う上諏訪地区のスーパー4店に送迎する乗り合い方式の買物サポートタクシーを午前と午後各2便を運行する臨時対策を打ち出し、閉店直前の同年2月10日に諏訪市議会の臨時会を招集して事業費約300万円を盛った一般会計補正予算案を提出して閉店後から運行を開始し、同じく閉店直前の同月15日には長野市に本部を置く企業組合労協ながのが上諏訪商店街振興組合を事業主体として同組合が実務の委託を受ける形でまるみつの隣のスワプラザ1階に約70m2の食料品店を開業する意向を表明して閉店翌日の21日からまるやとして営業を開始した。
このうちまるやは土曜日と日曜日こそ160-180人と少なめながら平日を中心に連日訪れる高齢婦人客の常連客を中心に1日平均300人の買い物客を集めて野菜などの生鮮品や総菜などを中心に夕方には品切れになる商品も多い位順調な滑り出しをみせ、パック詰めの肉や魚介類の取り扱いや保冷庫の設置に踏み切るなど徐々に品揃えを拡張し、採算はギリギリながらも開業目的である買い物難民としては十分な効果を上げた。
その一方で買物サポートタクシーは208回の運行で55.3%の115回が空車で1台平均1.5人、1日平均2.9人と低調な利用に留まった。

### 閉店後のテナントと従業員
閉店時に在籍していた77人は解雇されることになり、残務整理に当たるもの以外の74人が3月までに離職した。
なごみの湯でマッサージを担当していたスタッフがマッサージ店、手芸部門の元スタッフが手芸材料店を開いたほか、画廊や婦人服店、飲食店など6店が相次いで隣接していたスワプラザ開店したほか、直営のパン店のスタッフが上諏訪駅南にパン店を開店するなど元スタッフが近隣に店を開業して従来の経験や顧客を引継ぎ、これらのうち画廊に隣接して開設されたサロン丸光クラブには当店元スタッフや元顧客が集まってその知識や人脈を生かしてアフターサービスが生まれるなど動きも見られる。
また、元テナントのうち婦人服店3店もスワプラザに移転し、各1店がアイシティ21とベルビア(茅野市)に移転。スワプラザが2014年閉店した後、画廊2店舗もベルビアに移転するなどテナントの一部も営業を続けている。

### 跡地の売却と清算業務

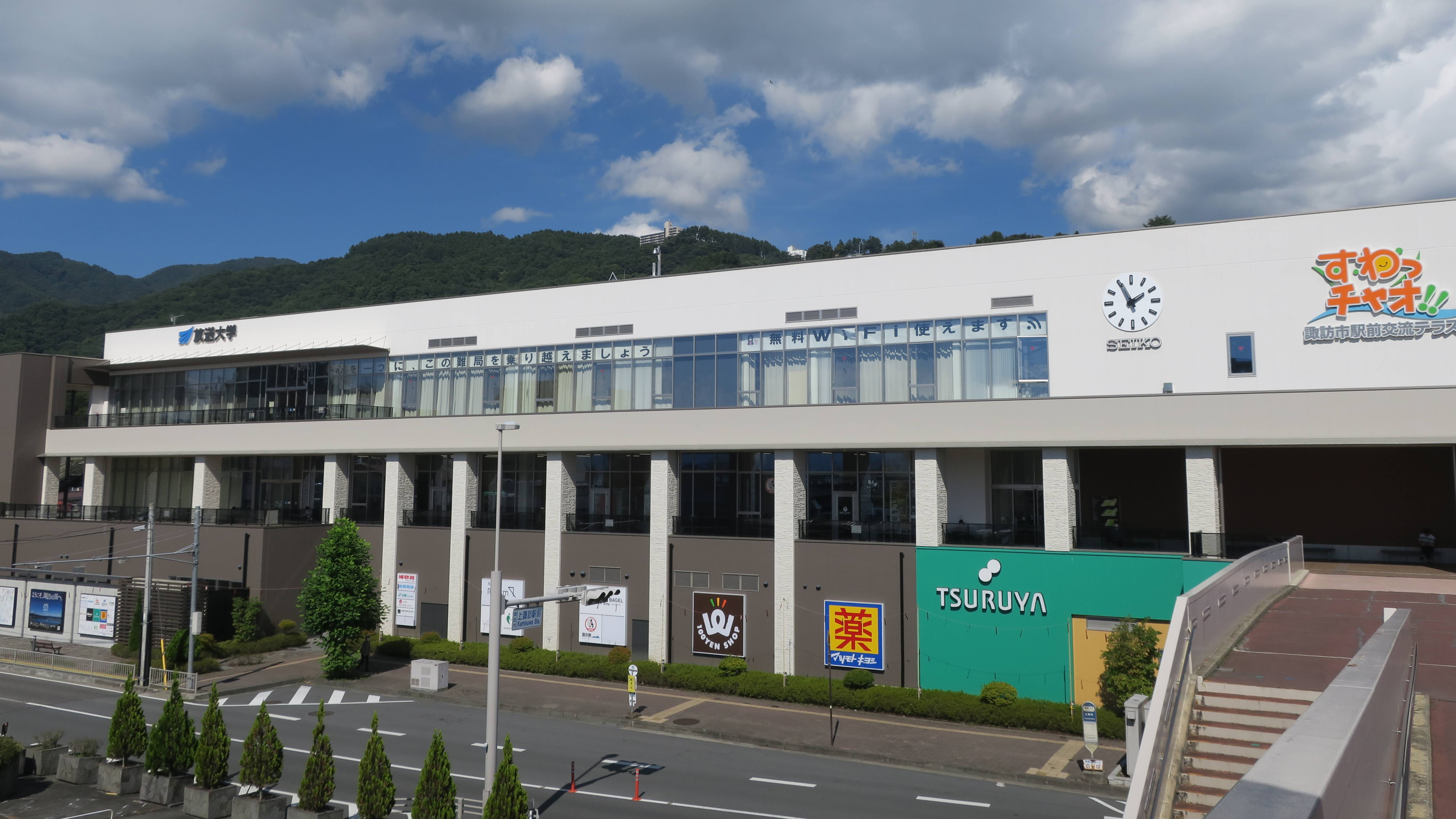
アーク諏訪

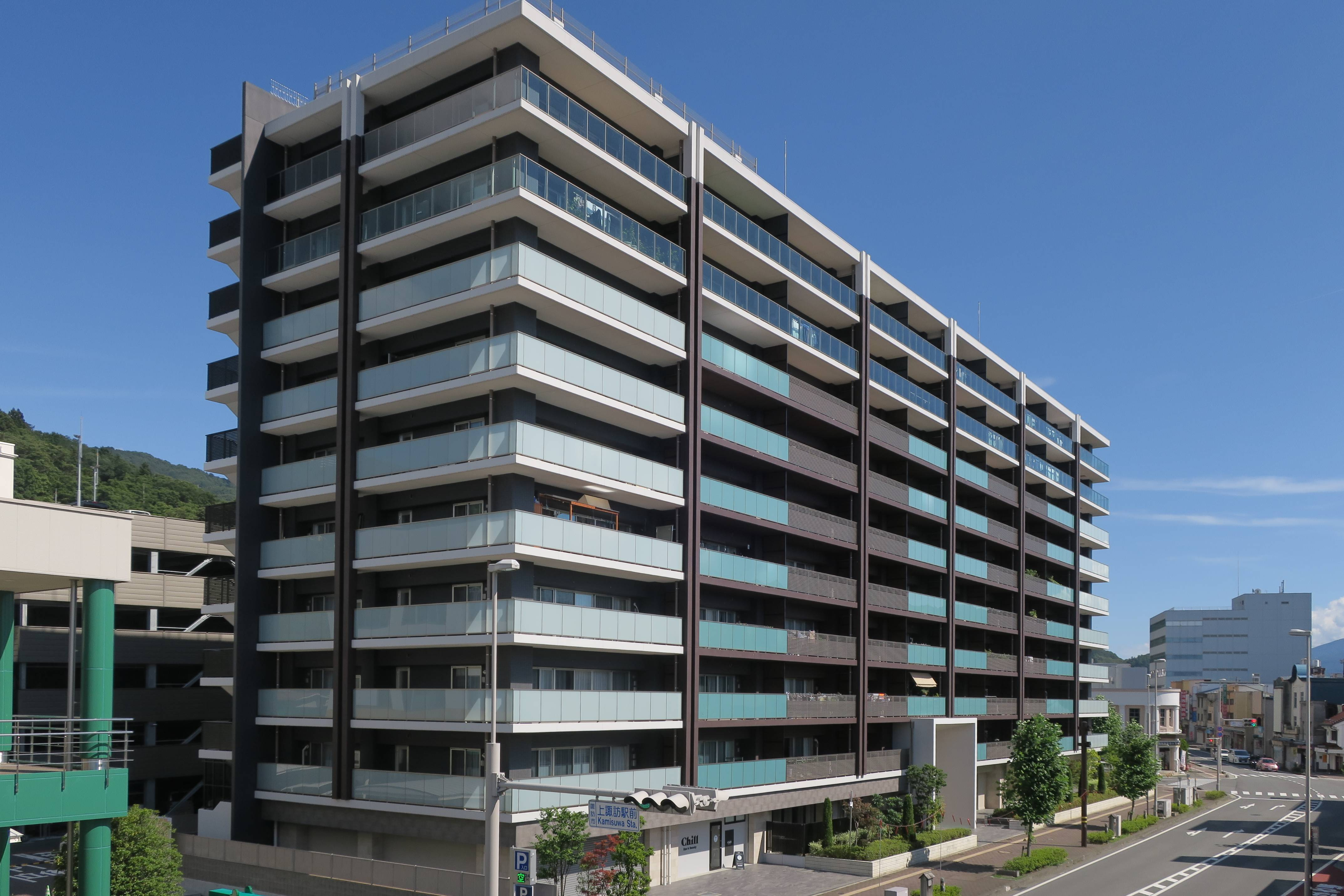
ポレスター上諏訪駅前テラス

閉店後に諏訪市湖岸通り3-3-10のホテル浜の湯内へ本社を移転して清算業務の窓口が移行して清算が進められており、代理人の弁護士は「これまでに発生した債権と、営業終了までに生じる債権は従来通り弁済する」と述べて全債務を弁済する方針を示している。
また、閉店に伴い「まるみつ商品券」および「まるみつ友の会」の受付を停止して前者については後に払い戻しが行われている。
跡地は2012年（平成24年）3月22日にオーナーが長野県佐久市出身で愛知県豊橋市に本社のあるアイリスパートナーズに土地と建物を一括して4億円弱で売却する契約が成立し、同社が隣接して別の不動産会社が所有していた駐車場も取得したため合計で5,940m2の土地を取得することになり、隣接するスワプラザを含めて解体して一体的な再開発を行う計画が浮上した。
土地･建物の買収を決めた同社のオーナーである同社相談役などがは同月28日に諏訪市役所を訪れて同市長などに面談して同市が駐車場や駅前市民会館を保有するスワプラザを含む計画への協力を求め、翌月4月には諏訪観光協会長を務める井口恒雄を社長として井口が社長を務める不動産会社井口とまるみつから土地建物を取得したアイリスパートナーズそして地場資本の田村建設とマルワ住設の4社で25%ずつ出資する新会社「株式会社諏訪駅前開発」（すわえきまえかいはつ、長野県諏訪市諏訪1丁目6番1号、法人番号：9100001025382）が12日に資本金4000万円で設立、25日にこの新会社が店舗跡を含む土地･建物をアイリスパートナーズから取得し、以後マンションや医療機関、商業施設などを含めた複合型施設の開発を進める構想が浮上。閉店から8年後の2019年（平成31年）2月、複合商業施設「アーク諏訪」として営業が開始された。「アーク (Arc) 」は「架け橋」という意味で、1階にスーパーマーケット「ツルヤ」、2階にドラッグストア「マツモトキヨシ」・100円ショップ「ワッツ」・補聴器店「リオネットセンター」・医療・美容・飲食、3階に「諏訪市駅前交流テラスすわっチャオ」・放送大学、長野放送 (NBS) およびLCVが入所した。
なお、スワプラザ跡地にはマリモを売主とする分譲マンション「ポレスター上諏訪駅前テラス」が2019年9月に竣工した。

### まるみつ百貨店の店内施設
- 販売施設
  - 食品、衣類、雑貨など。
- 飲食店
  - カフェ・そば処・ファミリーレストラン
- 温泉施設

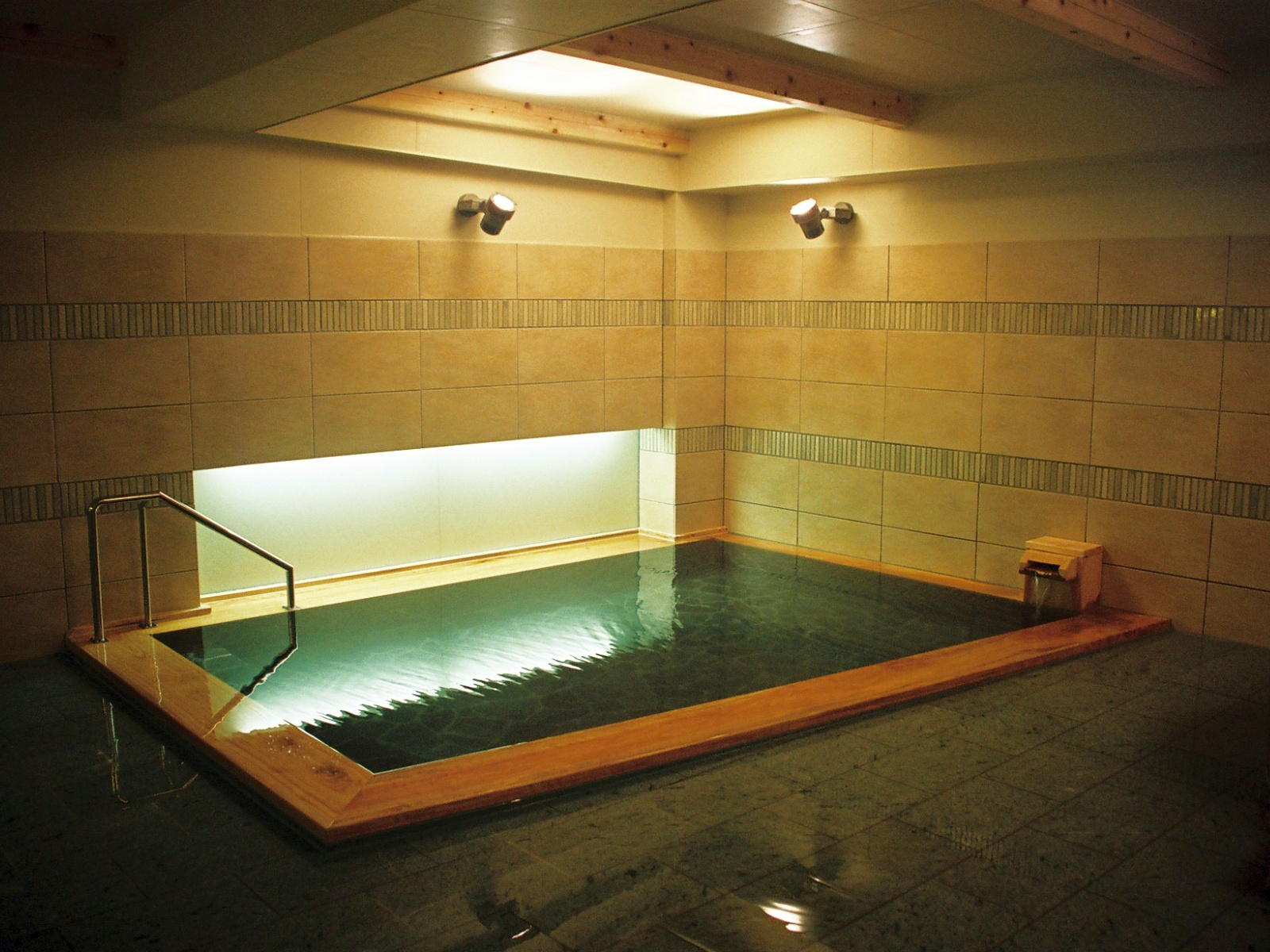
公衆浴場「なごみの湯」

  - 公衆浴場「なごみの湯」 - 百貨店内にある温泉としては日本で唯一であるとしていた。
  - リラクゼーションサロン
- ギャラリー
  - 美術ギャラリー
  - 市民ギャラリー - 諏訪市「にぎわい広場」としても利用可能。

### フロア構成
| 階  | フロア概要                                              |
| --- | ------------------------------------------------------- |
| R   | 駐車場/成田不動尊                                       |
| 5F  | ファミリーレストラン/温泉/リラクゼーションサロン/子供服 |
| 4F  | 生活用品･クラフト                                       |
| 3F  | 紳士服/ギフト･リビング                                  |
| 2F  | 婦人服･旬工房･婦人フォーマルウェア                      |
| 1F  | 服飾雑貨･化粧品/和洋菓子                                |
| B1F | 生鮮食品｢諏訪厨房｣                                      |

## 交通

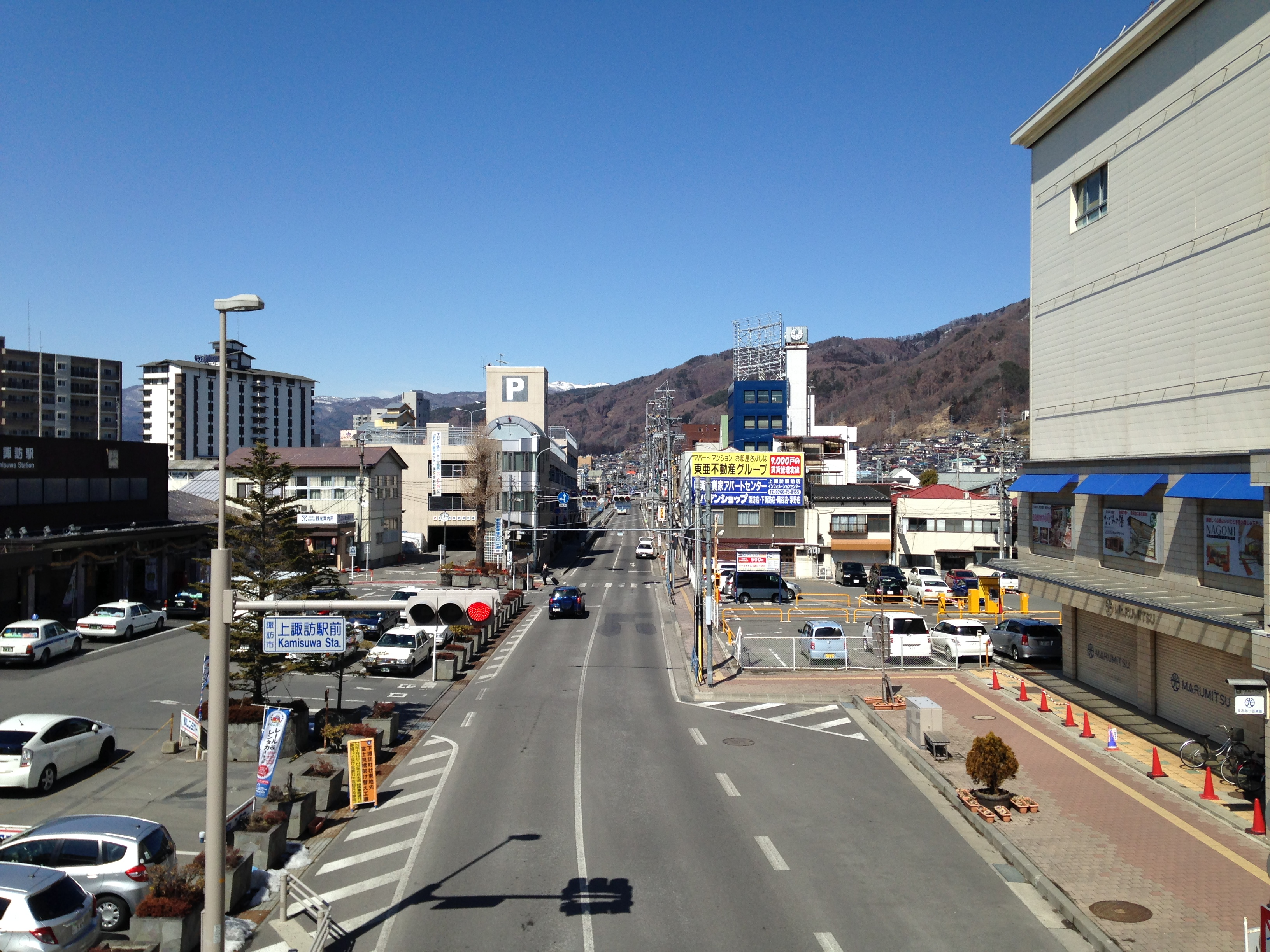
上諏訪駅とまるみつの間を通る国道20号(北を望む)
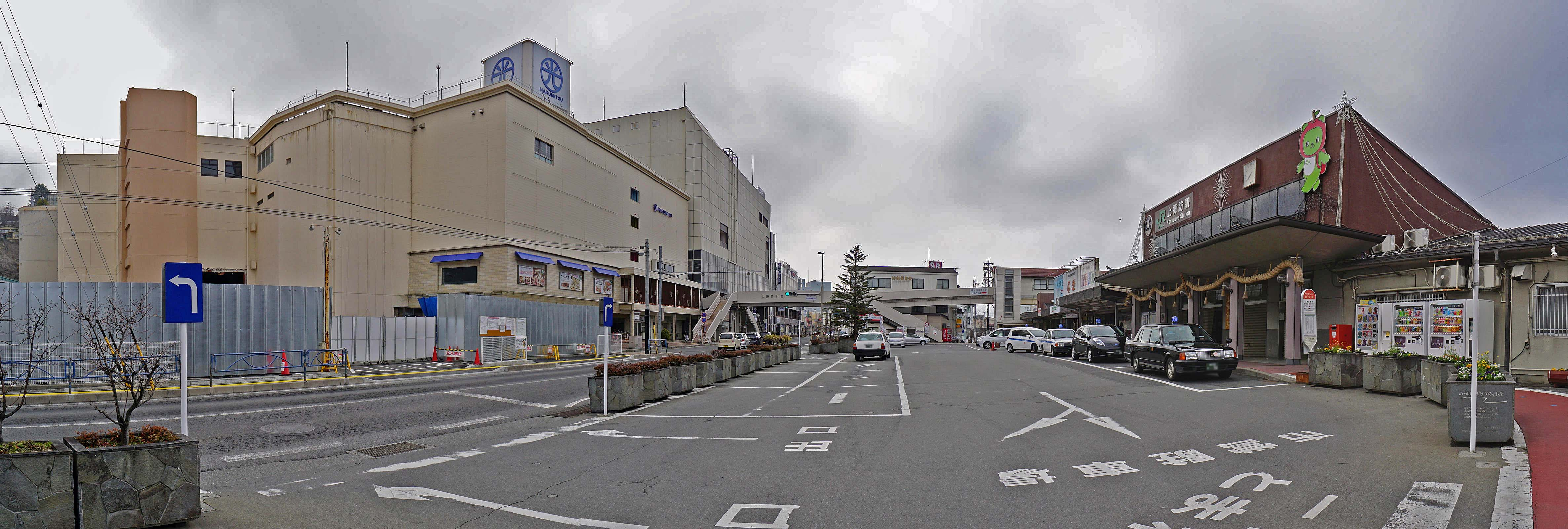
駅駐車場からのまるみつ
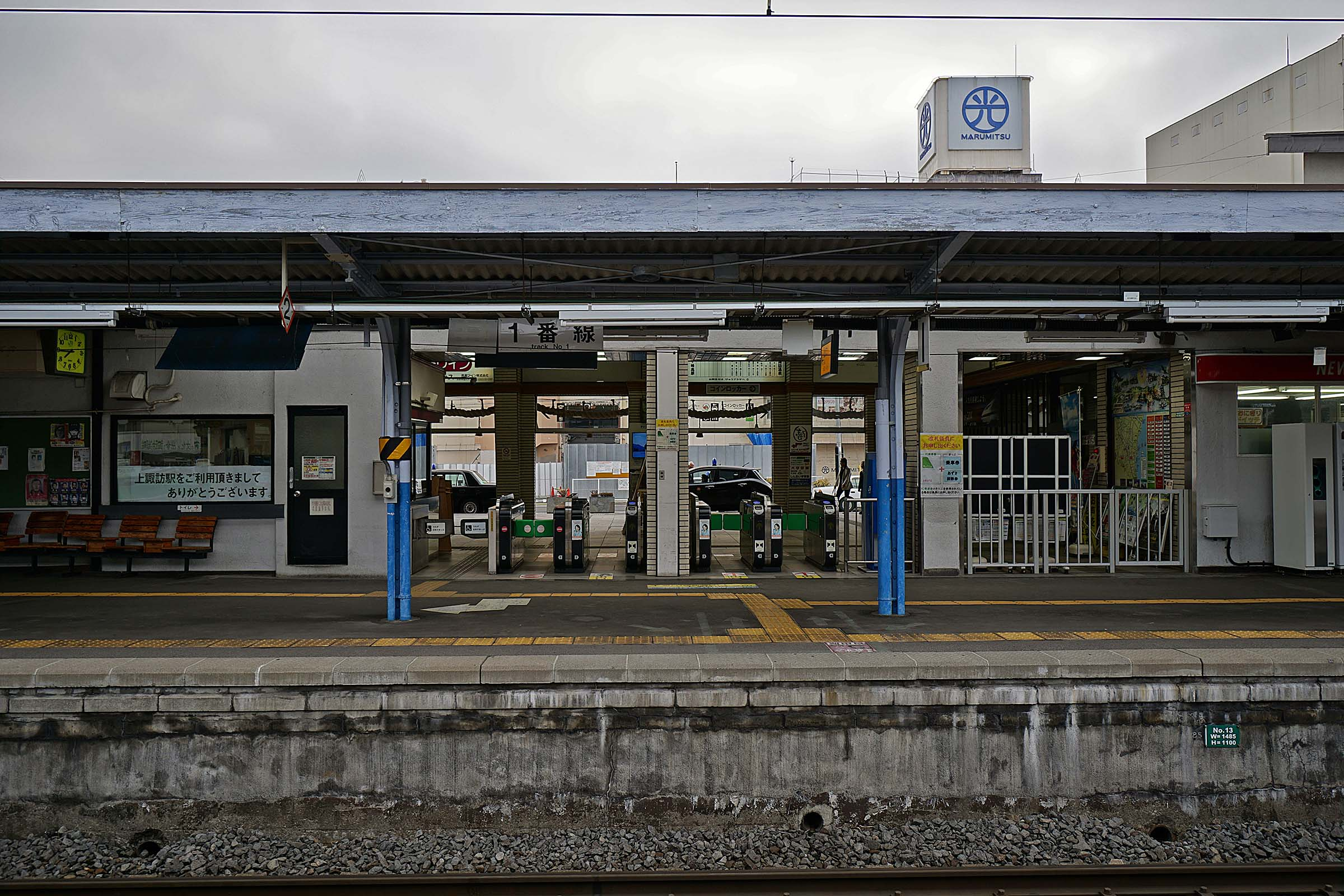
ホームからのまるみつ

上諏訪駅東口の向かい側に位置していた。
鉄道
- JR中央本線 上諏訪駅下車

高速バス
- 上諏訪駅バス停：百貨店1階入口の脇にあった。
  - 中央高速バス諏訪・岡谷線 諏訪・岡谷 - 新宿高速バスターミナル（諏訪バス・京王バス・山梨交通・フジエクスプレス・JRバス関東）
  - アルペン諏訪号 茅野・諏訪 - 大阪・阪急三番街高速バスターミナル（諏訪バス・阪急バス）

## 関連文献
- 『写真アルバム　諏訪の昭和』いき出版2013年ISBN 978-4904614419